# Agência de Fomento do Estado da Bahia
Agência de Fomento do Estado da Bahia S/A (Desenbahia) é uma instituição financeira vinculada à Secretaria da Fazenda do Estado da Bahia. É uma sociedade de economia mista integrante da estrutura da administração pública indireta do Estado da Bahia, pessoa jurídica de direito privado com sede em Salvador, constituída sob a forma de sociedade anônima de capital fechado e transformada em agência de fomento com o objetivo de promover o desenvolvimento econômico e social da Bahia através da concessão do crédito.

## História
O Fundo de Desenvolvimento Agroindustrial (Fundagro) foi criado pela Lei Estadual 849, de 19 de outubro de 1956, com a missão de aplicar a poupança pública em empreendimentos agroindustriais, num contexto econômico acanhado e totalmente dominado pela atividade agroexportadora.
O Banco de Desenvolvimento da Bahia (Bandeb) sucedeu o Fundagro através da Lei Estadual 2.321, de 11 de abril de 1966. Mas só em 16 de setembro do mesmo ano constituiu o seu capital, e mediante escritura pública foi solenemente fundado no encerramento da Conferência de Integração Nacional, realizada no Salão Nobre da Universidade Federal da Bahia (UFBA). O Bandeb foi instalado modestamente no sétimo andar da Agência Centro do Baneb, no bairro do Comércio, na cidade de Salvador. Somente em 24 de novembro de 1966, no entanto, foi autorizado a funcionar por uma portaria especial publicada pelo Banco Central do Brasil.
O Bandeb foi o responsável pela elaboração do plano diretor e pela execução das obras de infraestrutura do Centro Industrial de Aratu (CIA). No final dos anos 60, o banco ajudou a modificar a paisagem urbana e econômica do estado, tendo financiado a construção da rodovia CIA-Aeroporto e da Avenida Contorno, ligando a Cidade Alta à Cidade Baixa, amparou e incentivou a industrialização do interior e programas de infraestrutura e transportes, como no caso do ferry-boat, e apoiou programas educacionais. Além do CIA, ajudou a constituir centros industriais em várias cidades do interior, como Feira de Santana, Alagoinhas, Vitória da Conquista, Juazeiro, Jequié, Ilhéus e Itabuna.

### Desenbanco
Em 1970, o Bandeb alterou o seu nome para Desenbanco (Banco de Desenvolvimento do Estado da Bahia), quando já era um dos pilares do governo estadual para a promoção do desenvolvimento, a modernização da infraestrutura e o crescimento da agroindústria, do turismo, dos serviços e do comércio.
No começo da década de 1970, a confiabilidade e o desempenho do Desenbanco levaram diversas instituições financeiras e de desenvolvimento a aumentar sensivelmente sua participação nos repasses. Entre elas, BNDES, BNB, Finame, Fundese, Sudene, CEF-PIS, BNH e BCB.
Em 2 de setembro de 1974, foi inaugurada a primeira sede própria do Desenbanco, num prédio do bairro de Largo dos Aflitos, em Salvador, que abrigava o Departamento de Estradas de Rodagens da Bahia (Derba).
Em 1976, quando o Desenbanco comemorou dez anos de fundado, a Bahia já havia alcançado um novo patamar de desenvolvimento. O Centro Industrial de Aratu, o Pólo Petroquímico de Camaçari, a descentralização da industrialização e a modernização da agricultura, do comércio e do turismo haviam aberto novas vias de desenvolvimento.
A diversificação e a expansão do banco levaram à necessidade de uma nova sede adequada à escala e às novas responsabilidades da instituição. O moderno prédio, situado à Avenida Tancredo Neves, nº 776, em Salvador, foi adquirido em 1977. O banco, em parceria com a Uno-Bahia, foi pioneiro no programa de apoio a microempresas no país. Instituiu em 1979 um amplo projeto de apoio sem burocracia ao pequeno empresário, reconhecidamente vitorioso.
O Complexo Pedra do Cavalo, obra audaciosa de construção de uma barragem com capacidade estimada em mais de quatro bilhões de metros cúbicos, projetos de irrigação, prevenção de enchentes e ampla rede de tratamento e distribuição de água potável para a Região Metropolitana de Salvador (RMS) e cidades vizinhas, contou com o apoio do Desenbanco.
Em 1979, foi instituída a Cesta do Povo para vender alimentos básicos a preços 35% mais baixos que o mercado. Hoje, centenas de lojas do programa atendem praticamente a todos os municípios baianos, principalmente à população de baixa renda. Também aí, através da Empresa Baiana de Alimentos (EBAL), o banco prestou sua contribuição.
Em 1980, o Desenbanco foi considerado pela revista Exame “o melhor entre os congêneres de todo o país”, no que se refere ao desempenho geral. Alimentação, eletrificação rural, serviços médicos e educacionais, infraestrutura e transporte urbano, limpeza pública restauração do patrimônio histórico. Entre outras áreas, essas foram algumas contempladas pelos repasses do banco.
Em 1983, o Desenbanco criou a Fundação Bahiana para Estudos Econômicos e Sociais - fórum de estudos, pesquisas e debates da mais alta relevância que trouxe ao estado importantes especialistas nacionais e estrangeiros, que aqui prestaram contribuição científica e intelectual, ajudando o governo no planejamento de suas atividades.
Através do Programa de Desenvolvimento dos Cerrados (Prodecer), que contou com o apoio do governo japonês, o Desenbanco assegurou a ocupação e o desenvolvimento do oeste da Bahia, integrando aquele espaço esquecido à dinâmica das atividades econômicas e transformando a região numa grande produtora de grãos. O agronegócio tomou conta da área, e hoje cidades como Barreiras despontam como importantes centros do interior.
A prospecção econômica fez parte das atividades regulares do Desenbanco. No início da década de 1980, em convênio com a UFBA, a instituição buscou constituir o Centro de Biotecnologia da Bahia, para envolver empresas públicas e privadas nas áreas de saúde e tecnologia. Em 1985, o banco já realizava estudos para implantação do polo de informática no sul da Bahia, hoje responsável pela produção de mais de 10% das máquinas produzidas no país.

### Transformação em agência de fomento

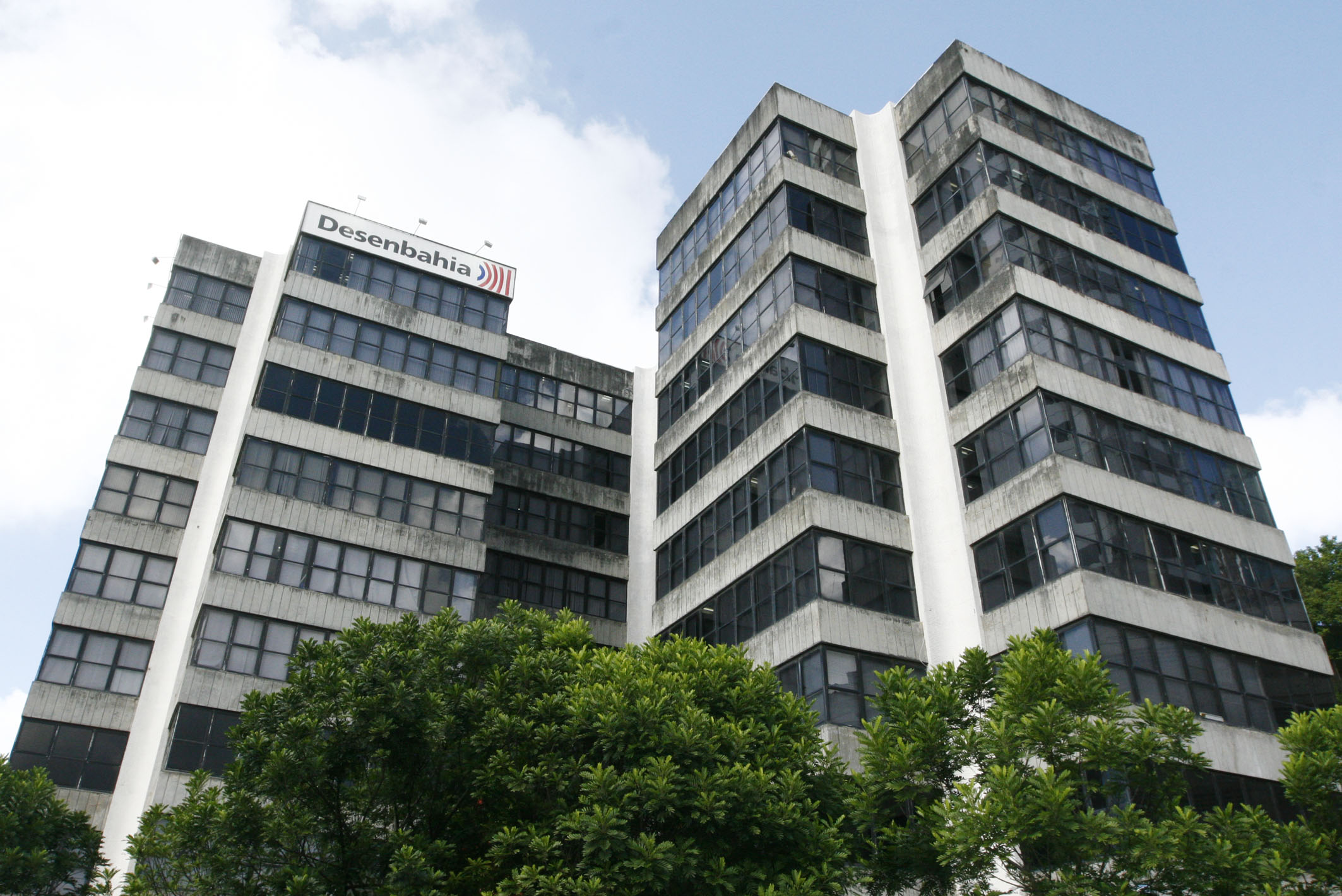
Antigo prédio da Desenbahia na Avenida Tancredo Neves. A empresa mudou sua sede de local em 2014 para a Avenida Paralela.

Em 1996, o governo federal lançou o Programa de Incentivo à Redução do Setor Público Estadual na Atividade Bancária (PROES), com o objetivo de sanear os bancos estaduais e de desenvolvimento para fins de privatização. Imediatamente, o governo da Bahia declarou a intenção de privatizar o seu banco estadual, o Baneb, e transformar o Desenbanco em agência de fomento.
Em 21 de maio de 1997, os governos federal e estadual assinaram protocolo de intenção assumindo o compromisso de reestruturar o Baneb para em seguida privatizá-lo e financiar o processo de ajuste necessário à capitalização do Desenbanco. Em 1º de julho do mesmo ano, o governo da Bahia enviou para a Assembleia Legislativa os projetos de lei 11.166/97 e 11.167/97, criando os dispositivos legais para concretizar a decisão de transformar o Desenbanco em agência de fomento e promover a privatização do Baneb. Em 15 de julho, a Assembleia Legislativa aprovou a matéria por 42 votos contra 17.
Em 1999, foi aprovado o fechamento do capital social do Desenbanco, com o cancelamento do registro junto a CVM, em atendimento as normas do Banco Central, que determinam que as exigências de fomento sejam empresas de capital fechado.
No dia 14 de agosto de 2001, o Banco Central aprovou a transformação do Desenbanco em agência de fomento sob a denominação social de Desenbahia – Agência de Fomento do Estado da Bahia S/A. Finalmente, em 17 de setembro do mesmo ano, o Desenbanco foi transformado em agência de fomento, passando a se chamar Desenbahia.

## Planejamento estratégico

### Negócio
Desenvolvimento econômico e social.

### Missão
Articular e promover políticas e ações de fomento, assegurando recursos técnicos e financeiros capazes de impulsionar o desenvolvimento sustentável da Bahia, visando à melhoria da qualidade de vida da população.

### Valores
- Consciência ética;
- Responsabilidade social;
- Compromisso com a qualidade dos serviços;
- Inovação e criatividade;
- Compromisso empregado/instituição.

### Visão
Ser um referencial de Agência de Fomento indispensável à Bahia, reconhecida nacionalmente pela excelência de seus serviços e por sua atuação no processo de desenvolvimento sustentável do Estado.

## Principais programas e linhas de financiamento

### Credifácil
Linha criada para apoiar o crescimento e fortalecimento das micro e pequenas empresas baianas através de financiamento de capital de giro e investimento fixo.

### Protáxi
O Programa de Renovação da Frota de Táxis do Estado da Bahia (Protáxi) foi criado com o intuito de contribuir para melhorar as condições de vida e trabalho de milhares de profissionais taxistas, além de trazer benefícios quanto à segurança, ocupação, renda e meio ambiente da região.

### Credibahia
Aumentar a oferta de crédito para pequenos negócios, permitindo a manutenção e a ampliação das alternativas de trabalho para a parcela da população baiana que tem maiores dificuldades de acesso ao crédito em bancos e agentes financeiros.